# Forêt ancienne du Lac-Tournemine
La forêt ancienne du Lac-Tournemine est un écosystème forestier exceptionnel située à Eeyou Istchee Baie-James (Québec) à 155 km au nord-est de Chibougamau. Cette aire protégée de 381 ha protège une pessière noire à éricacées de plus ce 200 ans, ce qui est exceptionnel pour ce type de regroupement forestier.

## Toponymie
La forêt doit son nom au lac qui la borde. Le lac Tournemine a été nommé en l'honneur de Marguerite de Tournemine, seconde épouse de Troilus de Mesgouez, marquis de La Roche, et veuve de François Massuel.

## Géographie
La forêt ancienne du Lac-Tournemine est située sur une pointe au centre du lac Tournemine, à environ 155 km au nord-est de Chibougamau. La forêt est délimitée par le lac à l'ouest, au sud et à l'est. Elle est située dans un habitat mésique au relief peu accentué et recouvert par des dépôts glaciaires. Le climat y est froid. 

## Flore
La forêt ancienne du Lac-Tournemine  est composée d'une pessière noire à éricacées de plus ce 200 ans. Elle n'a pas été affectée par le feu et les chablis, les épidémies d'insectes, ni été aménagée ou perturbée par les activités humaines, ce qui est exceptionnel pour une vieille forêt résineuse. Cette situation est due à sa position sur une pointe avancée du lac Tournemine ainsi que la nature du sol qui la protège des feux ou des chablis. Cette situation lui a permis de développer des caractéristiques des vieilles forêts, comme des arbres d'âge irrégulier, de nombreux chicots atteignant la taille des plus vieux arbres et la présence d'arbres sénescents. C'est une caractéristique qui contraste avec la majorité des forêts de la région qui ont une structure équienne en raison des importants feux de forêt.
La forêt est composée presque exclusivement d'épinettes noires à l'étage supérieur, bien qu'on y voit aussi le sapin baumier de manière sporadique. L'âge des arbres dominant dépasse 190 ans, avec certains individus qui atteignent même 260 ans. Bien qu'ils soient très âgés, la plupart ont une dimension modeste, très peu ont des troncs plus larges que 28 cm et une hauteur dépassant 20 m. En sous-étage, seule l'épinette noire est présente. Le sous-bois présente une flore peu diversifiée, on y rencontre surtout des Éricacées, comme le thé du Labrador et le kalmia à feuilles étroites.